# Phare de Mile Rocks
Le phare de Mile Rocks est un phare situé sur un rocher à environ 3 km au sud-ouest du pont du Golden Gate, à la sortie du Lands End  un parc du Golden Gate National Recreation Area, dans le Comté de San Francisco (État de la Californie), aux États-Unis.
Ce phare est géré par la Garde côtière américaine, et les phares de l'État de Californie sont entretenus par le District 11 de la Garde côtière .

## Histoire
En 1889, le service de phare des États-Unis a placé une bouée à cloche près des rochers pour marquer la dangerosité des récifs. Cependant, les forts courants de la zone tiraient la bouée sous la surface de l'eau.
Le phare a été achevé en 1906, en remplacement de la bouée à cloche. Le rocher sur lequel il est érigé ne mesurait que 12 mètres de long sur 9 mètres de large à marée haute. Il provoqua, le 2 février 1901, le naufrage du navire à passager brésilien SS City of Rio de Janeiro (en). La base est un grand bloc de béton de près de 1.500 tonnes protégé par un placage en acier. La tourelle, au dessus de la plateforme était en acier et abritait une corne de brume, le logement des gardiens, et la lanterne.
La tour du phare a été enlevée en 1966 et le sommet de la plateforme a été converti en une aire d'atterrissage pour les hélicoptères. Le feu a été automatisé la même année.
L'objectif d'origine à lentille de Fresnel de 3e ordre a été transféré au musée du phare de Point Loma (1855) à San Diego.
Le phare était autrefois peint avec des anneaux rouges et blancs en alternance, mais à partir de 2017, le phare a été repeint en blanc.

## Description
Le feu actuel est alimenté à l'énergie solaire. Il émet, à une hauteur focale de 15 m au-dessus du niveau de la mer, un éclat blanc toutes les 5 secondes. La corne de brume émet un signal toutes les 30 secondes. Sa portée nominale est de 15 milles nautiques (environ 28 km).
Identifiant : ARLHS : USA-496 - Amirauté : G4054 - USCG : 6-0365.
|                   |
| Le phare original |

|                     |
| Mile Rocks (actuel) |

### Lien connexe
- Liste des phares de la Californie